# Fuzuê
Fuzuê é uma telenovela brasileira produzida e exibida pela TV Globo de 14 de agosto de 2023 a 1º de março de 2024, em 173 capítulos. Substituiu Vai na Fé e foi substituída por Família é Tudo, sendo a 99.ª "novela das sete" exibida pela emissora.
Escrita por Gustavo Reiz, com supervisão de texto de Ricardo Linhares e colaboração de João Brandão, Juliana Peres, Michel Carvalho, Renata Corrêa, Zé Dassilva e Luciane Reis, tem direção de Bernardo Sá, Nathalia Ribas, Glenda Nicácio e Cadu França, direção geral de Adriano Melo e direção artística de Fabrício Mamberti.
Contou com Giovana Cordeiro, Marina Ruy Barbosa, Nicolas Prattes, Felipe Simas,  Juliano Cazarré, Leopoldo Pacheco, Lília Cabral e Edson Celulari.

## Enredo
Luna (Giovana Cordeiro) é uma jovem carismática, perspicaz e batalhadora, moradora do Bairro de Fátima no centro do Rio de Janeiro. De origem humilde, ela produz joias com materiais recicláveis para vender nas regiões turísticas da cidade, além de trabalhar como voluntária em uma ONG especializada em promover oficinas de arte e dança para crianças, enquanto nos finais de semana trabalha como produtora de evento no Beco do Gambá, uma divertida casa de shows no boêmio bairro da Lapa. Paralelamente, Luna se empenha incansavelmente em procurar respostas para o desaparecimento de sua mãe, Maria Navalha (Olívia Araújo), uma ex-cantora de pagode conhecida por seu temperamento explosivo.
Durante sua investigação, Luna acaba conhecendo e se apaixonando pelo advogado Miguel (Nicolas Prattes), um dos filhos do excêntrico empresário e ex-feirante Nero (Edson Celulari), dono da Fuzuê, uma das mais tradicionais e populares lojas do centro da cidade, e ambos decidem ajudar a jovem para encontrar sua mãe, já que foi na loja onde Maria Navalha foi vista pela última vez. Miguel terá que disputar o amor de Luna com Jefinho Sem Vergonha (Micael Borges), um motorista de aplicativo e aspirante a cantor sertanejo, que ainda mantém uma relação de idas e vindas com a jovem. Outra aliada de Luna é sua melhor amiga, Soraya Terremoto (Heslaine Vieira), uma mulher divertida de espírito livre que trabalha como dançarina do Beco do Gambá e almeja ser rica e famosa, enquanto vive uma relação calorosa com Francisco (Michel Joelsas), um dos herdeiros da Fuzuê, e rejeita as investidas de Merreca (Ruan Aguiar).
Enquanto isso, na região nobre da cidade vive a gananciosa e ambiciosa Preciosa Montebello (Marina Ruy Barbosa), uma poderosa empresária e dona de uma tradicional joalheria casada com o corrupto político Heitor (Felipe Simas), e que recebe como herança do pai, César (Leopoldo Pacheco), documentos que indicam a localização de uma fortuna escondida no Rio de Janeiro. O que Preciosa não imaginava é que, em meio à papelada deixada pelo pai, estaria uma outra revelação: a existência de uma meia-irmã, Luna, com quem ela deveria dividir todo o seu patrimônio, incluindo o tesouro que ainda teria que ser encontrado. Preciosa acaba por descobrir que o tesouro pode estar embaixo da Fuzuê, e faz o possível para comprar e demolir a loja.

## Elenco
| Intérprete          | Personagem                                                                   |
| ------------------- | ---------------------------------------------------------------------------- |
| Giovana Cordeiro    | Luna Coelho Montebello                                                       |
| Marina Ruy Barbosa  | Preciosa Montebello Pinto                                                    |
| Nicolas Prattes     | Miguel de Braga e Silva                                                      |
| Olívia Araújo       | Maria Neiva Coelho (Maria Navalha)                                           |
| Edson Celulari      | Nero de Braga e Silva                                                        |
| Lília Cabral        | Maria Isabel Azevedo Montebello (Bebel)                                      |
| Felipe Simas        | Heitor Montebello Pinto                                                      |
| Juliano Cazarré     | Pascoal Garcia                                                               |
| Leopoldo Pacheco    | César Montebello                                                             |
| Ruan Aguiar         | Maurício Santos (Merreca)                                                    |
| Heslaine Vieira     | Soraya Pereira (Soraya Terremoto)                                            |
| Michel Joelsas      | Francisco de Braga e Silva                                                   |
| Micael Borges       | Jeferson Carneiro (Jefinho Sem Vergonha)                                     |
| Fernanda Rodrigues  | Alicia de Braga e Silva Gomes                                                |
| Douglas Silva       | Cláudio Gomes                                                                |
| Cinnara Leal        | Cecília Freitas                                                              |
| Rogério Britto      | Delegado Eurico Barreto                                                      |
| Rômulo Arantes Neto | Julião / Julio                                                               |
| Pedro Carvalho      | Rui Sodré                                                                    |
| Talita Younan       | Selena Furtado (Selena Chicote)                                              |
| Hilton Cobra        | Cata Ouro                                                                    |
| Valquíria Ribeiro   | Rejane Miranda                                                               |
| Val Perré           | Otávio Augusto Peçanha                                                       |
| Zezeh Barbosa       | Gláucia Corneteira                                                           |
| Déo Garcez          | Domingos Carneiro                                                            |
| Ary Fontoura        | Lampião Ferreira (Seu Lampião) / Lumière                                     |
| Bia Montez          | Conceição Leal                                                               |
| Noemia Oliveira     | Quirina (Kirida) / Catarina de Orléans Bevilacqua                            |
| Clayton Nascimento  | Caíto Figueroa Roitman / Ruth Araújo de Assunção / Raquel Araújo de Assunção |
| Guil Anacleto       | Bartolomeu Neves da Silva (Bartô)                                            |
| Cyria Coentro       | Emília Pereira                                                               |
| Danilo Maia         | Vitor Pereira                                                                |
| Guilhermina Libanio | Bianca Viana                                                                 |
| Milton Filho        | Edgar                                                                        |
| Ingrid Klug         | Vânia Ribeiro                                                                |
| Junno Andrade       | Tonico Valverde                                                              |
| Eber Inácio         | Gilmar                                                                       |
| Bruno de Mello      | Fiel                                                                         |
| Vinícius Soares     | Mamba                                                                        |
| Chan Suan           | Fernanda                                                                     |
| Gabriel Mandergan   | Maçarico                                                                     |
| Matheus Guilherme   | Visconde                                                                     |
| Theo Matos          | Bernardo Pinto Montebello                                                    |
| Maria Flor Samarão  | Valentina Gomes de Braga e Silva                                             |

### Participações especiais
| Intérprete           | Personagem                           |
| -------------------- | ------------------------------------ |
| Jessica Córes        | Olívia de Castro                     |
| Vitória Strada       | Delegada Rebeca                      |
| Zezé Motta           | Rosa Maria dos Santos (Dama de Ouro) |
| Nathalia Timberg     | Jacira Machado (Dona Jaci)           |
| Reginaldo Faria      | Abílio Fontes                        |
| Ana Lúcia Torre      | Mercedes Pereira                     |
| Giuseppe Oristanio   | Moacir                               |
| Isabel Fillardis     | Juíza Dulcinéia                      |
| Nany People          | Mariângela de Souza                  |
| Isio Ghelman         | Detetive Vieira                      |
| Lana Guelero         | Nicéia                               |
| Marcello Escorel     | Gonçalo                              |
| Mario José Paz       | Duarte                               |
| Anna Cotrim          | Drª. Luciana                         |
| Leandro Daniel       | Feliciano                            |
| Anna Rita Cerqueira  | Tainá Novinha                        |
| Gláucio Gomes        | Silvestre                            |
| Cláudia Ventura      | Gioconda                             |
| Luiz Magnelli        | Esmeraldino                          |
| Dja Marthins         | Apolônia                             |
| Miguel Nader         | Jaime                                |
| Maria Mônica Passos  | Esperança                            |
| Adriana Rabello      | Lúcia de Braga e Silva               |
| Daniel Dias          | Viveiros de Alencar                  |
| Cristiana Pompeo     | Sabrina Ratazana                     |
| Carolina Ferman      | Duda                                 |
| Arthur Navajo        | Chapisco                             |
| Ademir de Souza      | Serafim                              |
| Gustavo Corasini     | Ian                                  |
| Bianca Ramoneda      | Repórter                             |
| Cláudio Cinti        | Motorista de Uber                    |
| Giovanna Mello       | Luna (criança)                       |
| Alice Camargo        | Preciosa (criança)                   |
| Guilherme Carvalho   | Nero (jovem)                         |
| Erika Moraes         | Maria Navalha (jovem)                |
| Giulia Gayoso        | Bebel (jovem)                        |
| Bruno Helal          | César (jovem)                        |
| Pâmela Morais        | Rejane (jovem)                       |
| Drico Alves          | Pascoal (jovem)                      |
| Laura Arantes        | Cecília (criança)                    |
| Alexandre Amador     | Cata Ouro (jovem)                    |
| Kika Farias          | Nicéia (jovem)                       |
| Rodrigo Penna        | Lampião (jovem)                      |
| Milton Cunha         | ele mesmo                            |
| Michel Teló          | ele mesmo                            |
| Iza                  | ela mesma                            |
| Maria Beltrão        | ela mesma                            |
| Thiago Oliveira      | ele mesmo                            |
| Rita Batista         | ela mesma                            |
| Thalita Morete       | ela mesma                            |
| Maria Lucas          | Produtora                            |
| Roberta Sá           | ela mesma                            |
| Jojo Maronttinni     | ela mesma                            |
| Isabelita dos Patins | ela mesma                            |

## Produção

### Antecedentes
Em meados de 2018, o autor Gustavo Reiz estava escalado para escrever a telenovela bíblica Gênesis, na Record, onde já havia assinado as produções Dona Xepa, Escrava Mãe e Belaventura, que tiveram uma boa audiência e ótima recepção do público e da crítica especializada. Entretanto, a colunista Patrícia Kogut divulgou no jornal O Globo que a trama estava sofrendo atrasos na produção devido as diversas solicitações de mudanças no roteiro requeridas pela direção da emissora, especialmente da escritora Cristiane Cardoso, filha do bispo e dono da emissora Edir Macedo. Em fevereiro de 2019, Reiz resolve deixar o projeto e rescindir o contrato com a emissora, alegando diversos conflitos com a direção pelas diversas mudanças impostas em seus textos e a falta de liberdade artística.
Em julho do mesmo ano, Reiz assina contrato com a TV Globo e recebe uma encomenda da direção de dramaturgia para desenvolver uma sinopse pro horário das 19h. Fuzuê teve previsão de estreia para o segundo semestre de 2021 substituindo Cara e Coragem, porém devido a pandemia de COVID-19, a fila do horário das 19h foi alterada adiando-a para 2022, porém a Globo anunciou a entrada de Vai na Fé para substituir Cara e Coragem, adiando para o segundo semestre de 2023. Originalmente a obra teria a direção artística de Leonardo Nogueira, no entanto, o diretor foi afastado de suas funções após denúncias de assédio moral e sexual prestados pela atriz e modelo Cássia Carolina Picchi, e Fabrício Mamberti assumiu a direção da trama.

### Gravações

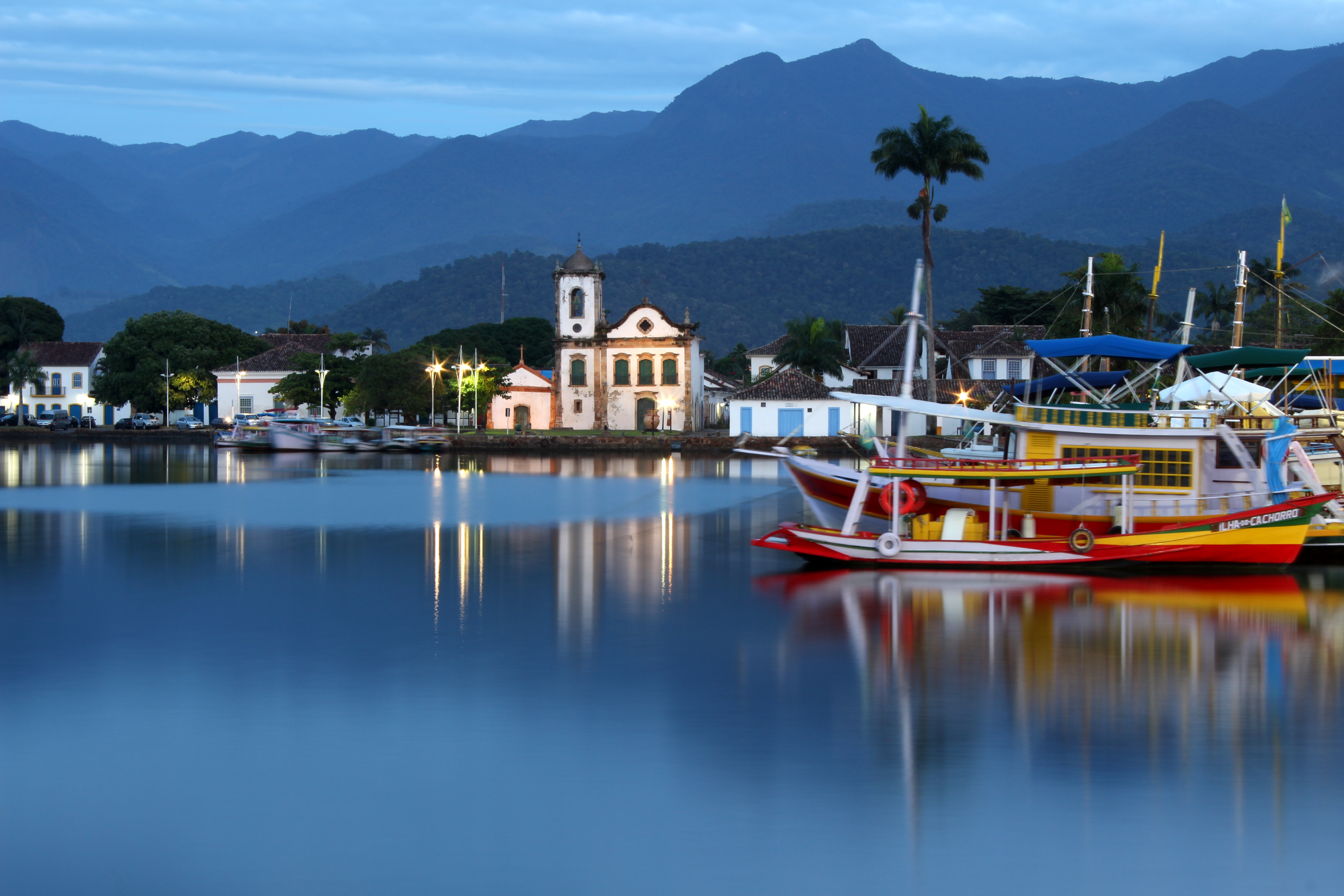
As primeiras cenas da novela foram gravadas em Paraty, no Rio de Janeiro.

A pré-produção começou em março de 2023, com a reunião entre autor, diretores e elenco nos Estúdios Globo. As gravações começaram na segunda quinzena do mês de maio, foram usadas locações nas praias de Paraty e Angra dos Reis, na Costa Verde do Rio de Janeiro. Giovana Cordeiro, Marina Ruy Barbosa, Nicolas Prattes e Felipe Simas estiveram envolvidos nessas filmagens sob o comando do diretor artístico Fabrício Mamberti. Também houve gravações no centro do Rio de Janeiro, onde foi gravadas cenas da loja do personagem de Edson Celulari.
Para interpretar o advogado Miguel e sua personalidade tímida, Nicolas Prattes se inspirou nos personagens Tonico Ladeira (Tony Ramos) de Bebê a Bordo, Caio Szimanski (Antônio Fagundes) de Rainha da Sucata e Bráulio e Arthur Fortuna ambos vividos por Murilo Benício em Vira Lata e Pé na Jaca; respectivamente.

### Escolha do elenco
Giovana Cordeiro foi o primeiro nome reservado para integrar o elenco como a protagonista Luna após seu ótimo desempenho em Mar do Sertão, marcando seu primeiro protagonismo nas telenovelas. Glória Pires foi a primeira convidada para interpretar Maria Navalha, mãe da protagonista, porém a atriz estava sendo disputada pela produção de Todas as Flores, na qual seria a antagonista principal, porém ela acabou sendo remanejada para ser a antagonista de Terra e Paixão. Em seguida, Isabel Teixeira foi convidada para o papel após seu ótimo desempenho em Pantanal, porém a atriz recusou alegando que precisava de férias após o fim da trama anterior — a atriz também recusou um papel em Terra e Paixão pelos mesmos motivos. Na sequência, Dira Paes estava nas negociações finais para interpretar a personagem, porém ela foi remanejada para um papel de destaque em outra trama, e Olívia Araújo assumiu a personagem. Inicialmente, surgiu a notícia de que Gustavo Reiz desejava a atriz Thaís Fersoza para interpretar a antagonista Preciosa, por já ter trabalhado com ela em suas produções anteriores como Os Ricos Também Choram, Dona Xepa e Escrava Mãe — produzidas pelo SBT e Record respectivamente — porém a informação foi desmentida pelo autor através de sua conta no X, afirmando que o papel foi pensado desde o início para Marina Ruy Barbosa, marcando seu retorno as telenovelas desde O Sétimo Guardião (2018-19) e também a primeira antagonista na sua carreira.
Para interpretar o protagonista Miguel, Rafael Vitti foi o primeiro nome cotado para o papel, porém o ator declinou o convite para se desvencilhar dos papeis de mocinho, e Nicolas Prattes acabou ficando com o personagem após seu ótimo desempenho em Todas as Flores. Circulou na imprensa que Arthur Aguiar também estava cogitado para o papel, mas que teve seu nome cortado do elenco após suas últimas polêmicas envolvendo sua ex-esposa Maíra Cardi e sua participação na vigésima segunda edição do Big Brother Brasil, porém a informação foi desmentida pelo próprio ator. Murilo Benício foi o primeiro nome cotado para interpretar o pai do protagonista, Nero, porém as negociações não avançaram e o ator foi remanejado para a segunda temporada da série Justiça, sendo substituído por Edson Celulari. Marcello Novaes estava cotado para interpretar Cesar, pai da antagonista, porém declinou o convite para interpretar um papel na segunda temporada de Justiça, sendo substituído por Leopoldo Pacheco. Fuzuê marcou o retorno de Lília Cabral ao "horário das sete" desde Começar de Novo (2004–05), então sua última novela da faixa. A trama marcou o retorno de Hilton Cobra as produções na televisão, sendo que sua última e única telenovela na carreira foi Perigosas Peruas (1992) — enquanto sua última aparição foi na minissérie Pastores da Noite (2002), quando passou a se dedicar ao teatro.

## Exibição
No dia 4 de novembro de 2023, o capítulo 72 não foi exibido para o estado do Rio de Janeiro em virtude da cobertura da final da Copa Libertadores da América entre Fluminense e Boca Juniors. A novela foi exibida normalmente nos demais estados.

### Divulgação
Os três primeiros teasers da novela, foram exibidos em 17 de julho de 2023, durante a transição entre o telejornal Praça TV - 2.ª Edição e Vai na Fé.

### Horário alternativo
A novela também foi reapresentada nas madrugadas de segunda a sexta após o Conversa com Bial, e aos sábados após o Supercine. A reapresentação não é exibida pela TV TEM Itapetininga, TV Vanguarda Taubaté, TV Diário, InterTV Costa Branca e TV Integração Uberaba devido a programação local nas respectivas emissoras. Não foi exibida entre os dias 9 e 12 de fevereiro de 2024 por conta da transmissão dos desfiles das escolas de samba do Grupo Especial de São Paulo e Rio de Janeiro pelo Globeleza, totalizando esta exibição alternativa com 170 capítulos.

## Música
Compõem a trilha sonora de Fuzuê as seguintes canções:
- "Fuzuê", Michel Teló (tema de abertura)
- "Feliz, Alegre e Forte", Marisa Monte (tema de Luna)
- "Felicidade", Elba Ramalho (tema de Luna e Maria Navalha)
- "Pra Swingar", Som Nosso de Cada Dia
- "Erva Venenosa (Poison Ivy)", Rita Lee (tema de Preciosa)
- "Carinhoso", Maria Bethânia
- "Desejo de Amar", Daniel part. Duda Beat (tema de Jefinho Sem Vergonha)
- "Maresia", Rachel Reis part. Cuper, Zamba e Fredinho O Louco (tema de Luna e Miguel)[75]
- "6 Dígitos", RÁAE part. Mauricio Oliveira (tema de Preciosa)
- "Deixa a Vida me Levar", Zeca Pagodinho part. Vitão (tema de Kirida)
- "Meu Mundo é Hoje",  Teresa Cristina part. Grupo Semente (tema de Maria Navalha)
- "Pilantra", Jão part. Anitta (tema de Alícia)
- "Um Dia de Domingo", Anavitória part. Lucas Mamede (tema de Nero e Bebel)
- "Rational Culture (Que Beleza)", Tim Maia (tema de Heitor)
- "Mal Acostumado", Péricles
- "Bat Macumba", Os Mutantes
- "Borogodó", BaianaSystem part. Duda Beat e Will Love (tema de Rejane)
- "Deixa Acontecer", Céu part. Emicida
- "Burburinho", Clara Valverde
- "Coisas Que Eu Sei", Felipe Amorim (tema de Jefinho Sem Vergonha)
- "Você Nem é Tudo Isso", Maiara & Maraisa e Marília Mendonça
- "Devagarinho", Gilsons part. Mariana Volker
- "Quase Não Namoro", Juliette Freire part. Marina Sena
- "Love In The Dark", Adele
- "Also Sprach Zarathustra, Op. 30: Prelude (Sonnenaufgang)", Herbert von Karajan e Vienna Philharmonic

## Recepção

### Audiência
A novela estreou com 24,3 pontos, pico de 26,6 e share de 36,6% no horário original e 4,7 pontos na reapresentação, segundo dados consolidados do Kantar IBOPE Media referentes à Região Metropolitana de São Paulo. A média é superior às estreias das três últimas novelas inéditas no período pós-pandemia, além de ser o melhor índice desde o primeiro capítulo da edição especial de Haja Coração (2016) em 2020. Seu terceiro capítulo registrou 20,6 pontos. Um dos motivos pela baixa audiência foi a forte concorrência contra o jogo de volta da semifinal entre Corinthians e São Paulo pela Copa do Brasil através da TV por assinatura e no streaming, que pegou boa parte do seu público. O sexto capítulo registrou 20,4 pontos. Apesar da oscilação entre 20 e 23 pontos, a sua primeira semana fechou com uma média de 22 pontos, tendo um desempenho superior ao da sua antecessora, além do maior índice no horário desde Cara e Coragem (2022-23).
Em 7 de setembro de 2023, registrou o seu primeiro menor índice com 18,9 pontos, sendo ocasionado pela queda do share por conta do feriado de Independência do Brasil. No dia seguinte (8), chegou a 17,9 pontos, sendo prejudicada pelas mudanças na programação por conta da transmissão do jogo entre a seleção brasileira e a seleção boliviana pelas Eliminatórias da Copa do Mundo FIFA de 2026. No entanto, no dia 23 do mesmo mês, a novela registrou 16,7 pontos, pico de 17,7 e share de 32,9%, sendo até então a sua pior marca desde a estreia. Após os recordes negativos, a novela foi perdendo público, chegando a patinar com médias entre 18 e 21 pontos, fazendo com que alguns enredos fossem antecipados buscando recuperar a audiência perdida, além da reabertura dos famosos grupos de discussão. Com a queda de audiência ainda em curso entre os meses de outubro e novembro, a Globo alegou que a onda de calor durante o mês de novembro, causando também picos de energia, e a aproximação do período de festas, podem ter sido as principais responsáveis pelo fraco desempenho da novela.
Em 3 de novembro, a novela registrou 13,5 pontos, sendo uma das piores médias do horário das sete desde 1970. O motivo principal da baixa audiência foi a queda de share, causada por um apagão na Região Metropolitana de São Paulo, afetando também outros títulos. Em 22 de dezembro, a reapresentação na madrugada bateu recorde com 6,4 pontos.
O último capítulo registrou 20,9 pontos, 17,5 na reapresentação no horário principal, 6,8 e 4,7 pontos nas reprises da madrugada, com o primeiro chegando a registrar a sua maior audiência na faixa. Ao todo, fechou com a média geral de 19,3 pontos, se tornando a novela menos assistida da história do horário, título antes pertencente a Geração Brasil (2014) que apresentou uma média geral de 19,4 pontos.

### Repercussão da mídia especializada e do público
A colunista do jornal O Globo, Patrícia Kogut, destacou as referências de textos já conhecidos pela dramaturgia da TV Globo, além de elogiar o elenco e a condução da história na estreia, considerando uma novela "popular" e ousada. Ela também pontuou a homenagem ao ator Sérgio Mamberti feita com a presença de um quadro com a foto de Dionísio Albuquerque, seu personagem em Flor do Caribe (2013) e a música chiclete da abertura, cantada por Michel Teló.
A jornalista Kelly Miyashiro, da revista Veja, pontuou que a novela poderia ser uma "prova de fogo" para a atriz Marina Ruy Barbosa, que voltaria ao horário das sete desde a sua última novela na faixa, no caso, Deus Salve o Rei (2018). Marina teria dado um tempo na carreira artística por conta dos destaques negativos em O Sétimo Guardião (2018-19), o que fez com que a atriz também ficasse ao centro de diversas polêmicas da gravação, entre elas um desentendimento com Lília Cabral, sua parceira na novela atual. A ruiva pela primeira vez interpretaria uma vilã, o qual seria uma mudança radical na carreira, servindo de contraponto com a personagem Eliza, de Totalmente Demais (2015-16), sua primeira protagonista e uma de suas atuações mais lembradas pelo público.
O colunista do Splash, Lucas Rocha, elogiou a trama, destacando que Reiz não economizou para trazer grandes acontecimientos ao público ainda na primeira semana. Além disso, pontuou como "divertido" a interação dos telespectadores com as referências em textos anteriormente exibidos na Globo, entre eles, Império (2014-15). Por fim, finalizou que Gustavo teria uma missão de "superar a si mesmo".
Entre o público nas redes sociais, a novela foi recebida positivamente, tendo como destaques as personagens Preciosa (Marina Ruy Barbosa), Heitor (Felipe Simas), Luna (Giovana Cordeiro) e Miguel (Nicolas Prattes), que receberam mais elogios dos telespectadores e se dividiram em apoiar os mocinhos e os vilões. A abertura também foi outro destaque pontuado entre quem assistia a novela, com as animações sendo parabenizadas pelo uso de elementos simples.
Apesar dos elementos de humor serem bem aceitos, a novela começou a receber algumas críticas negativas. Estando entre elas, a saga da busca de Luna (Giovana Cordeiro) pela sua verdadeira mãe, Maria Navalha (Olívia Araújo). O núcleo começou a ser apontado como cansativo pelo público, junto com o enredo principal de caça ao tesouro, que passou a apresentar esgotamento. Para tentar solucionar a queda de audiência e deixar a trama mais ágil, as duas questões foram logo resolvidas, muito antes da previsão inicial. Além disso, o aumento do drama na história, causado com a presença de Ricardo Linhares na colaboração e, consequentemente a redução da comédia no texto, acabaram afastando ainda mais o público da novela, que viu sua média parcial superar a de Geração Brasil (2014) em dezembro de 2023 com 19,3 pontos, se transformando em uma das menores audiências da história do horário das sete pela medição eletrônica do IBOPE.

### Prêmios e Indicações
| Ano  | Prêmio                           | Categoria                   | Indicado           | Resultado |
| ---- | -------------------------------- | --------------------------- | ------------------ | --------- |
| 2023 | Prêmio TVPedia Brasil            | Novela                      | Gustavo Reiz       | Indicado  |
| 2023 | Prêmio TVPedia Brasil            | Atriz Principal de Novela   | Marina Ruy Barbosa | Indicado  |
| 2023 | Prêmio TVPedia Brasil            | Atriz Coadjuvante de Novela | Heslaine Vieira    | Indicado  |
| 2023 | Prêmio TVPedia Brasil            | Atriz Coadjuvante de Novela | Olívia Araújo      | Indicado  |
| 2023 | Prêmio TVPedia Brasil            | Ator Coadjuvante de Novela  | Ruan Aguiar        | Indicado  |
| 2023 | Melhores do Ano - Site Duh Secco | Novela                      | Gustavo Reiz       | Indicado  |
| 2023 | Melhores do Ano - Site Duh Secco | Ator                        | Nicolas Prattes    | Indicado  |
| 2023 | Melhores do Ano - Site Duh Secco | Atriz Coadjuvante           | Heslaine Vieira    | Indicado  |
| 2023 | Melhores do Ano - Site Duh Secco | Ator Coadjuvante            | Micael Borges      | Indicado  |
| 2023 | Melhores do Ano - Site Duh Secco | Ator Revelação              | Michel Joelsas     | Indicado  |
| 2023 | Melhores do Ano - Site Duh Secco | Ator Revelação              | Ruan Aguiar        | Indicado  |
| 2023 | Melhores do Ano - Site Duh Secco | Ator ou Atriz Mirim         | Theo Matos         | Indicado  |